# Trehörningen (Björna socken, Ångermanland, 708534-163144)
Trehörningen är en sjö i Örnsköldsviks kommun i Ångermanland och ingår i Gideälvens huvudavrinningsområde.